# Got to Get It!
Got to Get It! è un album di Bobby Timmons, pubblicato dalla Milestone Records nel 1968. Il disco fu registrato al "Plaza Sound Studios" di New York City, nelle date indicate.

## Tracce
Lato A
1. If You Ain't Got It (I Got to Get It Somewhere) – 3:14 (Tom McIntosh) – Registrato il 20 novembre 1967
2. Up, Up and Away – 4:06 (Jimmy Webb) – Registrato il 21 novembre 1967
3. Travelin' Light – 5:06 (Jimmy Mundy, Trummy Young, Johnny Mercer) – Registrato il 4 dicembre 1967
4. Come Sunday – 3:02 (Duke Ellington) – Registrato il 20 novembre 1967
5. One Down – 4:42 (Bobby Timmons) – Registrato il 4 dicembre 1967

Lato B
1. I'm so Tired – 2:54 (Bobby Timmons) – Registrato il 20 novembre 1967
2. Here's That Rainy Day – 3:22 (Johnny Burke, James Van Heusen) – Registrato il 4 dicembre 1967
3. Straight, No Chaser – 6:04 (Thelonious Monk) – Registrato il 21 novembre 1967
4. Booker's Bossa – 5:02 (Walter Booker, Cedar Walton) – Registrato il 4 dicembre 1967

## Musicisti
Brani A1, A4 & B1
- Bobby Timmons  - pianoforte
- James Moody  - sassofono tenore, flauto
- Joe Farrell  - sassofono tenore, flauto
- George Barrow  - sassofono baritono
- Hubert Laws  - flauto
- Jimmy Owens  - tromba, flugelhorn
- Eric Gale  - chitarra
- Ron Carter  - contrabbasso
- Billy Higgins  - batteria
- Non identificati - accompagnamento vocale
- Tom McIntosh - conduttore musicale, arrangiamenti

Brani A2 & B3
- Bobby Timmons  - pianoforte
- James Moody  - sassofono tenore, flauto
- Joe Farrell  - sassofono tenore, flauto
- George Barrow  - sassofono baritono
- Hubert Laws  - flauto
- Jimmy Owens  - tromba, flugelhorn
- Howard Collins  - chitarra
- Ron Carter  - contrabbasso
- Jimmy Cobb  - batteria
- Tom McIntosh  - conduttore musicale, arrangiamenti

Brani A3, A5, B2 & B4
- Bobby Timmons  - pianoforte
- Joe Beck  - chitarra
- Ron Carter  - contrabbasso
- Jimmy Cobb  - batteria